# Rendement agricole
Pour les articles homonymes, voir Rendement.
En agriculture, on appelle habituellement rendement la quantité de produit récoltée sur l'unité de surface cultivée. Il est souvent exprimé en quintaux métriques (1 q = 100 kg) par hectare pour les grains, ou en tonnes par hectare pour les produits riches en eau (racines et tubercules, fruits...). Ce terme, consacré par l'usage, est impropre, puisqu'un rendement est une grandeur sans dimensions, le numérateur et le dénominateur ayant la même unité. Le vrai rendement serait donc le rapport entre la quantité récoltée et la quantité de semence, qui a été utilisé pendant des millénaires (« un rendement de 5 pour 1 », disait-on par exemple). Ou bien un rendement énergétique, rapport entre la quantité de calories produites et celle dépensée pour la produire.

## Expression du rendement
Le rendement est exprimé de différentes manières suivant la forme de la récolte attendue.
- Dans le cas d'une culture céréalière comme le blé, l'orge, le maïs grain, où on ne s'intéresse qu'aux grains récoltés, on parle de rendement en unité de poids sur une unité de surface. Par exemple, on utilisera le quintal par hectare (q/ha).
- Dans le cas d'une culture fourragère où l'on récolte la culture pour sa matière sèche comme les herbes de prairie, le maïs à vocation d'ensilage, on exprimera le rendement en unité de poids de matière sèche.
- Dans le cas des vignes par exemple, on calcule le rendement en quantité de vin produit par unité de surface. On parlera donc en volume rapporté à la surface cultivée. L'unité la plus utilisée est l'hectolitre par hectare.
- On peut aussi calculer le rendement en production finale de la culture, par exemple pour le colza ou le tournesol, en volume d'huile par hectare.

## Composantes du rendement
Le rendement, quelle que soit la culture (excepté le vin, exemple qui sera traité plus loin), est une valeur quantitative dépendant d'interactions, parfois complexes entre 3 types de paramètres :
1. le potentiel génétique de la plante cultivée. Le potentiel génétique d'une plante (d'un individu) est relativement immuable (immuable à moyen terme en cas de clonage, et lentement évolutif sur le temps long). D'une culture à l'autre et sur quelques années ou décennies, il est supposé identique lorsque les conditions environnementales seront optimales. Le rendement obtenu dans ces conditions est appelé rendement potentiel. Dans ces conditions, la plante reçoit suffisamment de rayonnement solaire, de température, d'eau, elle a accès à tous les nutriments nécessaires à sa croissance et ce à n'importe quel instant, elle n'est pas significativement attaquée par aucun ravageur, et elle dispose d'assez d'espace et de sol pour se développer. Tous les paramètres évoqués ci-dessus, permettant d'obtenir le rendement potentiel, sont les éléments de l'environnement qui peuvent, s'ils ne sont pas présents tout au long du cycle de la plante, diminuer le rendement effectif.
2. l'environnement naturel réel de la plante (contexte édaphique, incluant sol, pente, exposition..)
3. les nombreuses méthodes agronomique, agroécologique et/ou génétiques qui peuvent modifier cet environnement et/ou accroître les rendements culturaux, par exemple : l'irrigation, la fertilisation, la culture sous serre et/ou hydroponique, la lutte contre les « mauvaises herbes » et les ravageurs, des modifications issues du génie génétique, et le choix de la variété cultivée (en fonction du sol, du climat, du microclimat, et la pression sélective).

On peut analyser et isoler différentes composantes du rendement effectif d'une culture a posteriori, pour mieux comprendre quelles conditions n'ont pas été réunies au cours de la culture et ont empêché la plante d'atteindre son rendement optimal.
Dans le cas d'une culture où l'on récolte les graines uniquement (blé, orge, sarrasin, pois fourrager ou féverole par exemple), les deux composantes principales de rendement sont le nombre de grains par hectare et le poids moyen d'un grain. Ceci permet, par une formule très simple, d'arriver au rendement effectif :
poids Moyen d'un Grain x Nombre de grains = rendement
Ces composantes peuvent être découpés en d'autres composantes dans le cas d'une céréale :
Nombre de grains = Nombre d'épis x Nombre de grains par épi
où le "Nombre de grains par épi" est dépendant du nombre d'épillet par épi et où le nombre d'épis dépend du nombre de talles, tous ces paramètres étant rapportés à une surface donnée.
L'intérêt de séparer ces composantes de rendement est qu'elles sont reliées chacune à un effet de l'environnement à un moment donné. Si l'environnement n'était pas optimal à un instant donné, le rendement atteignable ne pourra plus être le rendement potentiel, mais pourra toujours être majoré. C'est ainsi qu'en appliquant ces méthodes aux céréales, les agronomies ont permis « révolution verte » des années 1960-1970, qui a considérablement accru les rendements de trois grandes cultures mondiales : blé, riz et maïs, mais pas nécessairement leur qualité organoleptique ni nutritionnelle.
Dans le cas d'une céréale, ces composantes sont bien séparées dans le temps, par contre, dans le cas d'une féverole ou d'un pois, elles se chevauchent. Ce qui rend l'analyse de l'élaboration du rendement plus complexe.

## Rendement et qualité nutritionnelle
Les hausses, parfois spectaculaires de rendement agricoles ont parfois été accompagnées d’une baisse de contenu des produits cultivés en certains nutriments et oligoéléments ; c'est notamment le cas pour les fruits et légumes selon le Worldwatch Institute et par exemple en 2005 selon un article du biochimiste Donald Davis (université du Texas) .

On sait aussi qu’en augmentant le taux de CO2 de l’air, des céréales comme le blé, l’orge et l’avoine et le maïs poussent plus vite et produisent plus de biomasse et de graines (si l’eau ne manque pas).

Une étude récente a testé dans deux rizières au Japon et en Chine la culture de 18 variétés de riz en plein air, mais dans une atmosphère enrichie en CO2 (568 à 590 ppm ce qui correspond aux scénarios les plus optimistes pour 2100). Selon les chercheurs universitaires et de l’Académie chinoise des sciences, du département américain de l’agriculture (23 mai 2018, revue Science Advances) l’accroissement du CO2 dans l’air réchauffe le climat et dope la croissance de nombreuses plantes (dont le riz, qui fournit un quart des calories consommées par l’homme sur terre), mais en poussant « trop vite » le riz fournit des grains dont la teneur en protéines aura chuté de 10 % d’ici à 2100 et également moins riche en fer (- 8 %) et en zinc (- 5 %) et très appauvri en vitamines essentielles (-10 % à -30 % pour les vitamines B1 et B2 respectivement). Ceci conduit à un retard du développement cognitif, du métabolisme et du système immunitaire. Les pays où la santé en souffrira le plus sont l’Asie du Sud-Est et notamment le Bangladesh, le Cambodge, le Laos et le Myanmar, ainsi qu’une partie de l’Afrique (Madagascar notamment). Six cents millions d’adultes et d’enfants dépendent du riz pour plus de la moitié de leur apport calorique.
Le riz n’est pas une source majeure de vitamine (au Bangladesh, avec plus de 400 g/jour de riz sec en moyenne le riz apporte 3 % de l’apport quotidien) mais le déficit en protéine (6 % de la dose quotidienne) est problématique. C’est aussi l’un des aliments les plus distribués dans les camps de réfugiés. Le Haut Conseil de la santé publique a rappelé que les déséquilibres nutritionnels aggravent aussi les risques de certaines maladies chroniques (en forte augmentation dans le monde) dont les maladies cardiovasculaires, l’ostéoporose ou encore le diabète.

## Rendement maximum et rendement optimum
Dans les deux dernières décennies, en particulier dans l'Union européenne, les nouvelles contraintes environnementales (plan de diminution des produits phytopharmaceutiques, essai de limitation des rejets en nitrates et en phosphore) ont encouragé les agriculteurs à rechercher un rendement optimum et non un rendement maximum. Le rendement agronomique optimum pour une culture est défini comme étant le point où le rendement marginal s'annule. Cependant, le rendement optimal peut aussi se calculer pour une exploitation ou une rotation, incorporer des éléments économiques (investissements, décisions sur la main-d'œuvre) ou sociétaux (contraintes environnementales. Ainsi le rendement agronomique des cultures en TCS est-il en général moindre, mais le rendement économique peut être meilleur et plus proche de l'optimal.

## Évolution continue des rendements
Certains chercheurs pensent que pour certaines céréales comme le blé et le maïs, l'amélioration de la productivité a atteint un plateau, d'autres pensent que le potentiel d'amélioration est toujours existant mais que d'autres facteurs limitant peuvent intervenir.
Selon l'Académie américaine des sciences (PNAS), le rendement du blé risque de diminuer de 6% pour chaque degré Celsius supplémentaire, et de 7,4% pour le maïs, conséquence du changement climatique et des études récentes montrent que l'augmentation du taux de CO2 (à température équivalente) augmente les rendements en céréales (tant qu'elles ne manquent pas d'eau et de nutriments), mais en diminuant le taux de protéine et d'huile et de certaines vitamines .

## Cas particulier du vin
Dans le cas des rendements de vignes, on utilise l'hectolitre par hectare. L'utilisation du rendement en produit fini, et non en produit produit, vient du fait que pour le vin, on ne cherche pas à récolter toutes les grappes produites, on sélectionne celles qui seront intéressantes pour produire le vin souhaité. Il existe des réglementations pour les grands crus classés où il n'est pas possible de récolter un rendement supérieur à une norme donnée, afin de garantir que les raisins récoltés soient les meilleurs de l'année.

## Évolution des rendements
Le progrès technique ainsi que la sélection des plantes a permis au cours des siècles une forte augmentation des rendements agricoles. Le progrès technique a toujours eu pour but d'améliorer les conditions liés à l'environnement et dont dépend le rendement, on peut citer le travail du sol et le labour jusqu'à l'utilisation d'engrais et de pesticides. De son côté, l'homme après avoir domestiqué les espèces sauvage pour les cultiver les a sélectionnées afin d'améliorer leurs paramètres génétiques. La sélection s'est effectuée par le choix des plus belles graines ou des plus beaux épis (cas du maïs en Amérique centrale et du sud), par l'utilisation de populations s'adaptant à chaque cycle aux conditions du milieu ou plus récemment, par l'utilisation de croisement, d'hybrides ou par l'insertion de gènes étrangers (OGM par exemple).
Un rapport rendu en 2019 par un groupe d'experts de l'ONU souligne que la dégradation des sols a réduit la productivité agricole sur 23% de la surface terrestre. Et la chute des populations d'insectes pollinisateurs met en danger les cultures, un risque que les experts évaluent entre 235 et 577 milliards de dollars par an.

## Productivité du travail («rendement» par unité de main d'œuvre)
La productivité du travail agricole est le rapport entre la production récoltée et le temps de travail nécessaire pour l'obtenir. Les rendements (soit par surface soit par homme) peuvent être très différents : concernant les céréales, si le rendement par unité de surface varie à l'échelle mondiale au moins de 1 à 30, une fois calculé par unité de main d'œuvre la variation des rendements est de 1 à 3000. [source ?]

## Exemples
Globalement en France, on constate les rendements moyens suivants pour ces grandes cultures :
- Colza : environ 3 à 4 tonnes par hectare pour les graines (les plantes entières donnent environ 10 tonnes par hectare de matière sèche) (pour 1,5 million d'hectares)
- Moutarde: 2 à 3 tonnes par hectare (pour 5 500 hectares)
- Tournesol: 2 à 3 tonnes par hectare (pour 660 000 hectares)
- Pois: 4 à 5 tonnes par hectare (pour 140 000 hectares)
- Féverole: 2 à 3 tonnes par hectare (pour 11 000 hectares)
- Avoine: 4 à 5 tonnes par hectare (pour 113 000 hectares)
- Seigle: 4 à 5 tonnes par hectare (pour 45 000 hectares)
- Soja: 3 à 4 tonnes par hectare (pour 76 000 hectares)
- Triticale: 4 à 5 tonnes par hectare (pour 342 000 hectares)
- Blé tendre : 7 à 8 tonnes par hectare (pour 5 millions d'hectares)
- Blé dur : 6 à 7 tonnes par hectare (pour 300 000 hectares)
- Orge : 7 à 8 tonnes par hectare (pour 1,8 million d'hectares)
- Maïs grain : 9 à 10 tonnes par hectare, 11,7 tonnes de matière sèche
- Maïs fourrager : 12 à 15 tonnes par hectare de matière sèche
- Pomme de terre : 40 à 45 tonnes par hectare dont 9 tonnes de matière sèche (pour 140 000 hectares)
- Canne à sucre : 60 à 140 tonnes par hectare dont 10 tonnes de matière sèche
- Chou à choucroute : 70 à 80 tonnes par hectare dont 7 tonnes de matière sèche
- Betterave sucrière : 85 à 100 tonnes par hectare dont 21 tonnes de matière sèche
- Cultures destinées spécifiquement à la production de biomasse : les plantes en C4 sont avantagées (les matières sèches indiquées sont à considérer en fonction de leur teneur plus ou moins importantes en silice et en cendre) :
  - Chanvre (Hibiscus cannabis), 18 tonnes par hectare[6].
  - Topinambour : 25 tonnes de matière sèche par hectare[6].
  - Sorgho à fibres (Sorghum bicolor) : 28 tonnes de matière sèche par hectare[6].
  - Chardon (Cynara cardunculus), 30 tonnes par hectare[6].
  - Canne de Provence (Arundo donax), 37 tonnes par hectare[6].
  - Miscanthus sinensis, 37 tonnes par hectare[6].

Attention, pour calculer le rendement global d'une parcelle, il faut tenir compte des intrants nécessaires à la culture (engrais, eau, traitements phytosanitaires) et de l'indispensable rotation des cultures.